# Schlacht von Beauport
Europäischer Kriegsschauplatz:
Pirna* – Lobositz* – Prag* – Kolin* – Hastenbeck** – Groß-Jägersdorf* – Moys* – Hastenbeck* – Roßbach* – Breslau* – Leuthen* – Rheinberg** – Krefeld** – Domstadtl* – Olmütz* – Mehr** – Zorndorf* – Saint-Cast – Hochkirch* – Bergen** – Kay* – Minden** – Kunersdorf* – Lagos*** – Hoyerswerda* – Bucht von Quiberon*** – Maxen* – Koßdorf* – Landeshut* – Emsdorf** – Warburg** – Liegnitz* – Berlin* – Kloster Kampen** – Torgau* – Döbeln* – Vellinghausen** – Ölper** – Burkersdorf* – Reichenbach* – Freiberg*
(* Dritter Schlesischer Krieg, ** westlicher Kriegsschauplatz – Großbritannien/Kur-Hannover u. a. Alliierte gegen Frankreich, *** Seeschlacht)
Amerikanischer Kriegsschauplatz:
Siebenjähriger Krieg in Nordamerika und der Karibik
Monongahela – Lake George – Carillon – La Belle Famille – Québec – Beauport – Abraham-Ebene – Sainte-Foy – Restigouche – Tacky’s Rebellion – Belagerung von Havanna – Pontiac-Aufstand
Asiatischer Kriegsschauplatz:
Dritter Karnatischer Krieg
Kalkutta – Chandannagar – Plassey – Cuddalore – Negapatam – Condore – Madras – Masulipatam – Pondicherry I – Chinsurah – Wandiwash – Pondicherry II – Manila – Palaris-Aufstand
Die Schlacht von Beauport, auch als Schlacht von Montmorency bekannt, war eine größere Auseinandersetzung zwischen den britischen und französischen Streitkräften, die am 31. Juli 1759 im Rahmen des Siebenjährigen Kriegs in der französischen Kolonie Canada ausgetragen wurde. Die britische Attacke auf die französische Verteidigungslinie nahe Beauport, etwa 5 km östlich von Québec, wurde von den Franzosen abgewehrt und die Briten unter dem Kommando von James Wolfe mussten sich mit 433 Verlusten zurückziehen.

## Hintergrund
Die Feldzüge des Jahres 1758 im French and Indian War waren für das britische Königreich weitestgehend ein Erfolg. Die Briten hatten mehr als 40.000 Mann gegen Neufrankreich gesandt und durch die Einnahme der Festung Louisbourg und des Forts Frontenac wichtige Schlüsselstellungen gewonnen, wenn auch der Vormarsch durch den französischen General Louis-Joseph de Montcalm in der Schlacht um Fort Carillon gestoppt worden war. Premierminister William Pitt setzte diese aggressive Politik 1759 fort und organisierte größere Feldzüge, die gegen das Kernland von Neufrankreich, die kanadischen Gemeinden Québec und Montréal am Sankt-Lorenz-Strom, gerichtet waren. Für den Feldzug gegen Québec wurden 7.000 Mann dem Kommando von General James Wolfe unterstellt.

### Beauport
Als Wolfe am 26. Juni bei von Québec eintraf, musste er feststellen, dass die Nordküste des Sankt-Lawrence-Stroms bei Beauport, die für eine Truppenanlandung am besten geeignete Stelle, von den Franzosen stark befestigt worden war, indem sie auf hohem Grund Verschanzungen, Redouten und außerdem schwimmende Batterien errichtet hatten. Folglich musste Wolfe sich einen Plan zurechtlegen, der eine Anlandung an einer anderen Stelle mit einschloss. Die Suche nach einer geeigneten Stelle beschäftigte ihn für Wochen.

### Camp in Montmorency
In der Nacht des 8. oder 9. Juli landeten britische Kräfte an der Nordküste an der Mündung des Rivière Montmorency, etwa 1,2 km östlich des Montmorency-Falls, östlich des Endes der französischen West-Ost-Verteidigungslinie. Wolfe landete zuerst und führte die Louisbourg Grenadiere an, gefolgt von der Brigade unter dem Kommando von George Townshend. Die Landungstruppen stießen dabei auf keinerlei französische Gegenwehr. James Murray schloss sich ihnen an der Spitze eines Teils seiner eigenen Truppen am 10. Juli an. In der Nähe des Landepunktes wurde ein Camp errichtet. In der Folge befahl Wolfe die Errichtung einer Batterie zur Verteidigung des Camps sowie von Flößen und Schwimmbatterien in Erwartung eines Angriffs auf die französischen Linien.

### Schlachtplan
Nach der Errichtung des Camps bei Montmorency erwog Wolfe verschiedene Angriffspläne und entschied sich am 28. Juli schließlich für zwei Hauptpläne:
Der erste Plan, den Wolfe nur in seinem Tagebuch und der Korrespondenz mit seinen Offizieren erwähnte, ist jener vom 16. Juli. In einem Brief an Brigadier Robert Monckton äußerte er seine Hoffnung, die zweite der französischen Redouten aus östlicher Richtung betrachtet einnehmen zu können, um so den Feind aus seinen Verschanzungen treiben zu können. In diesem Plan ebenfalls vorgesehen war ein Angriff der Navy, eine wichtige Landungsoperation ausgehend von der Île d’Orléans, sowie die Überquerung des Rivière Montmorency durch bestimmte Truppenbestandteile, die dann in westlicher Richtung zum Schlachtfeld marschieren sollten. Zur selben Zeit sollte Moncktons Brigade zur Rechten der Franzosen landen, zwischen dem Rivière Saint-Charles und Beauport.
Dieser Plan wurde am 20. Juli zunächst zurückgestellt, als sich ein für die Briten eminent wichtiges Ereignis zutrug: In der Nacht vom 18. auf den 19. Juli gelang es der Royal Navy, sieben Schiffe, darunter das Linienschiff Sutherland und die zwei Fregatten Diana und Squirrel durch die enge Passage zwischen Quebec und Lévis zu schleusen, was es ermöglichte, westlich von Quebec anzulanden. Die Batterien, die von Lower Town, Quebec, auf die britische Flottille schossen, konnten die Querung ebenso wenig verhindern wie die schwimmenden Batterien. Im Logbuch der Sutherland ist vermerkt, dass die französischen Kanonenkugeln zu hoch gezielt waren, um ernsthaften Schaden anrichten zu können.
Am 19. Juli befand sich Wolfe im Camp bei Lévis, um die Nordküste westlich von Quebec auszukundschaften. Am nächsten Tag verlagerte er die Truppen weiter nach Westen in die Nähe der Mündung des Rivière Chaudière, um die gegenüberliegende Küste von Sillery und Cap Rouge in Augenschein zu nehmen. Wolfe sandte Monckton Befehle über einen Angriffsplan, der eine Landung nahe dem Dorf von Saint-Michel beinhaltete, was er bereits im Juni erwogen hatte. Diese Befehle an Monckton widerrief Wolfe gegen 13:00 Uhr jedoch wieder und gab ihm stattdessen auf, für ein paar Tage in ständiger Alarmbereitschaft abzuwarten. Als Grund gab er „particular circumstances“ (= gewisse Umstände) an. Es erscheint möglich, dass er mit diesen Umständen die französische Gegenoffensive meinte, bei der durch eine neuerrichtete Batterie bei Samos in der Nähe von Sillery die Squirrel beschädigt worden war.
Wolfe kehrte am 26. Juli in das Lager bei Montmorency zurück und marschierte in Begleitung von zwei Bataillonen zum Rivière Montmorency, um die französischen Stellungen auszukundschaften. Etwa fünf Kilometer von der Mündung des Flusses entfernt fiel ihm eine Furt auf, über die die Überquerung des Flusses vom West- ans Ostufer problemlos zu bewerkstelligen war. In Folge dieser Entdeckung kam es zu handfesten Scharmützeln zwischen britischen Soldaten, die den Fluss überqueren wollten, und französischen Truppen, die sich auf der anderen Seite verschanzt hatten. Die Briten berichteten von 45 toten und verwundeten Soldaten.
Am 28. Juli notierte Wolfe, dass ein Angriff auf die Beauport-Linie am 30. Juli durchgeführt werden solle. Schlechte Windbedingungen verhinderten an diesem Tag aber marine Unternehmungen, sodass die Operation auf den Folgetag verschoben wurde. Hierbei handelte es sich um eine Abwandlung des Planes, den Wolfe in seinem Brief vom 16. Juli Monckton bereits übermittelt hatte. Im Gegensatz zu diesem früheren Plan enthielt der neue Plan aber keine näheren Ausführungen über eine parallele Landung an der rechten Flanke der Franzosen westlich von Beauport.

## Schlacht

### Gefahren
Am Morgen des 31. Juli brachte sich die HMS Centurion bei den Montmorency-Fällen in Stellung, um die östlichsten französischen Batterien attackieren zu können. General Wolfe selbst ging an Bord der Russell, die neben der Three Sisters, dem anderen der beiden aufgerüsteten Transportschiffe, für den Angriff auf die Redoute vorgesehen war. Vom Schiff aus glaubte Wolfe in der Hitze des Gefechts besseren Einblick auf die französischen Stellungen als von der Île d’Orléans aus zu haben. Seinen Fehler bemerkte er aber sofort: Die Redoute, die er hatte einnehmen wollen, um die Franzosen aus ihren Stellungen zu zwingen, befand sich in Reichweite des feindlichen Feuers. So konnten die Franzosen die Redoute sehr gut unter Feuer nehmen, auch ohne ihre höhergelegenen Stellungen verlassen zu müssen. Dieser Umstand machte Wolfes Überlegungen zunichte, sodass sich der Angriff als viel riskanter als ursprünglich angenommen herausstellte.
Trotzdessen entschied Wolfe sich, den bereits angelaufenen Angriff fortzusetzen. In seinem Tagebuch hielt er fest, die in den Reihen des Gegners beobachtete Verwirrung und Unordnung hätten ihn zum Fortsetzen des Angriffs verleitet. Townshend, der das Kommando bei Montmorency innehatte, und Monckton, der Befehlshaber bei Pointe-Lévy, erhielten Befehl, sich auf den Angriff vorzubereiten.

### Schwierige Landung
Gegen 11:00 Uhr erreichten die Transportschiffe Russell und Three Sisters das Nordufer, wo sich die Truppen zur Landung und dem Angriff auf die Redoute fertigmachten. Gegen 12:30 Uhr verließen die Schiffe mit dem Hauptteil der Landetruppen die Île d’Orléans, um sich mit Wolfe zu vereinigen. Eine unvorhergesehene Komplikation verzögerte die Landung, die etwas westlich der Montmorency-Fälle hätte stattfinden sollen, jedoch: die Schiffe stießen auf eine Sandbank, die die Anfahrt auf die Küstenlinie verhinderte. So ging einiges an wertvoller Zeit beim Versuch, eine passende Landestelle zu finden, verloren. Erst gegen 17:30 Uhr konnte die Landung vollzogen werden. Zu dieser Zeit war der Himmel bereits mit Sturmwolken verhangen.

### Zusammentreffen
Die ersten Truppen, die gegen die französischen Linien vorgingen, waren die 13 Kompanien Grenadiere und etwa 200 Mann der Royal Americans. Ihr Vorrücken hügelaufwärts auf die Verschanzungen geriet durch das Gegenfeuer der Montrealer Miliz ins Stocken.
Kurz nach Eröffnung des Feuers setzte ein Sommersturm ein, wodurch das Schießpulver nass und die Schusswaffen unbrauchbar wurden. An eine Fortsetzung des Angriffs war unter diesen Umstände nicht zu denken. Als General Wolfe den Rückzug anordnete, hatten die aus dem Lager von Montmorency kommenden Truppen sich noch gar nicht mit der Hauptstreitkraft von der Île d’Orléans vereinigt, deren Anlandung sich wegen der Sandbank verzögert hatte.

## Folgen
Die Franzosen blieben siegreich. General Wolfe hatte 443 Verluste zu verzeichnen, darunter 210 Tote und 233 Verwundete, während die Franzosen nur 60 Tote und Verwundete auf ihrer Seite zu beklagen hatten. Die französischen Verluste hatten ihre Ursache hauptsächlich im Beschuss durch die großen Geschütze aus dem Lager von Montmorency. Am Tag nach der Schlacht schrieb Wolfe an Monckton, dass die Verluste unerheblich seien und jedenfalls kein Grund zu Entmutigung.
Während im französischen Lager der Sieg über die Briten gefeiert wurde, ließ General Louis-Joseph de Montcalm sich diesen Sieg nicht zu Kopf steigen und schrieb an General François-Charles de Bourlamaque, dass dieser Angriff seiner Ansicht nach nur das Vorspiel für einen größer angelegten und bedeutenderen seien, den sie nur geduldig abwarten und sonst nichts unternehmen könnten. Dieser bedeutendere Angriff fand schließlich am 13. September statt, als die Briten westlich von Québec anlandeten und in der Schlacht auf der Abraham-Ebene die Franzosen besiegten. In dieser Schlacht fanden sowohl Wolfe als auch Montcalm den Tod.